# Phường 10, Quận 10
Phường 10 là một phường thuộc Quận 10, Thành phố Hồ Chí Minh, Việt Nam.
Phường 10 có diện tích 0,18 km², dân số năm 2021 là 11.187 người,  mật độ dân số đạt 62.150 người/km².